# Marloes and St. Brides
Marloes and St. Brides är en community i Storbritannien.   Den ligger i kommunen Pembrokeshire och riksdelen Wales, i den sydvästra delen av landet, 400 km väster om huvudstaden London.
De två största byarna i communityn är Marloes och St Brides. Till communityn hör även öarna Gateholm Island, Grassholm Island, Middleholm, Skomer Island och Skokholm. 